# Gà luộc

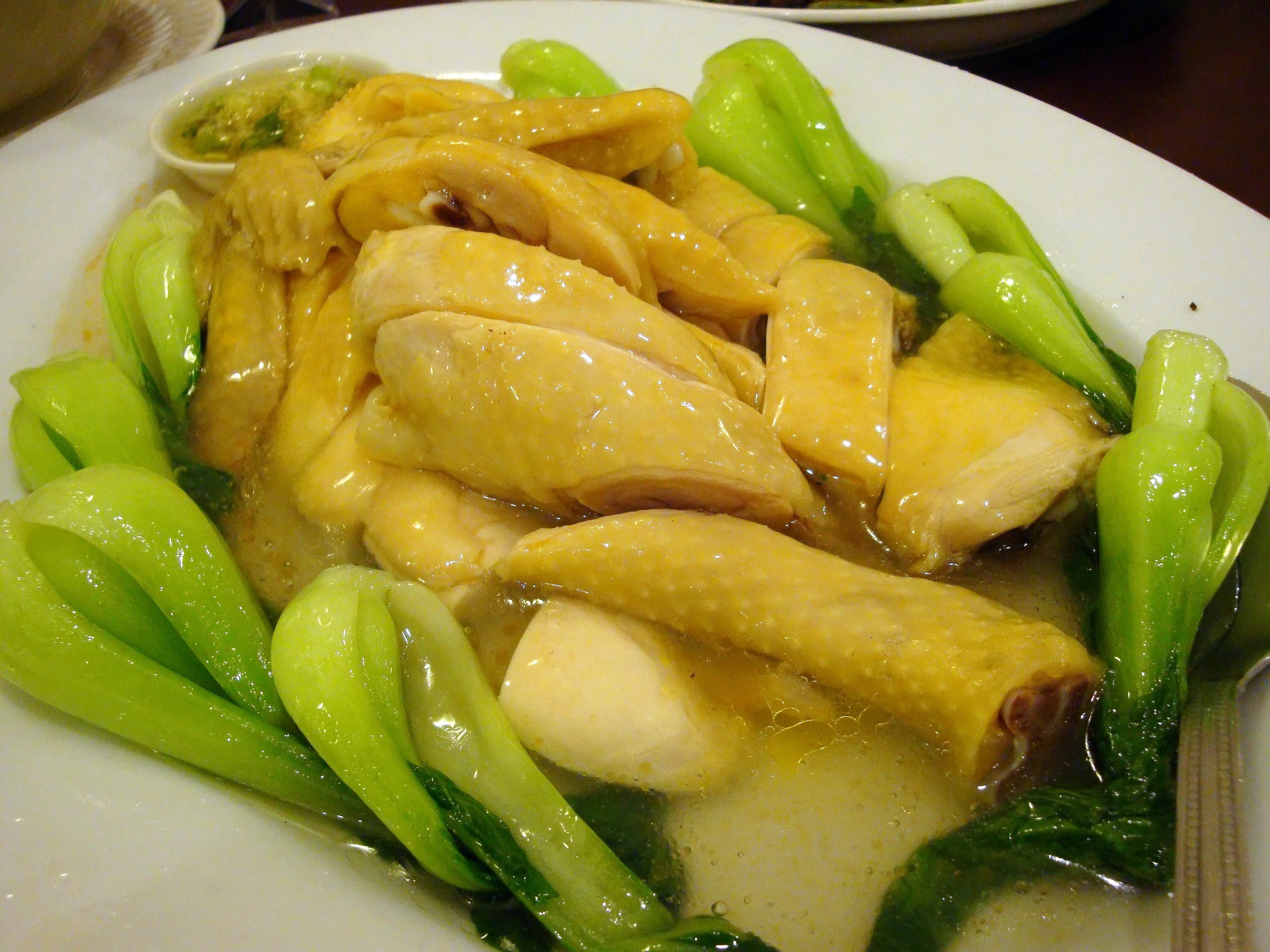
Gà luộc chặt miếng kiểu Trung Quốc với cải thìa

Gà luộc là một món ăn phổ biến từ thịt gà bằng phương pháp luộc chín, gà được bỏ vào nồi và được nấu chín hoàn toàn trong nước nóng hoặc nước luộc gà. Gà luộc khi dọn ra thường được chặt miếng, và đây là món ăn là phổ biến cho các nền văn hóa của miền Nam Trung Quốc, bao gồm Quảng Đông, Phúc Kiến và Hồng Kông được biến đến với tên gọi bạch thiết kê (白切雞/白切鸡), món này cũng phổ biến trong ẩm thực Việt Nam.

## Chế biến
Theo cách chế biến của Trung Quốc thì thịt gà được ướp muối và được nấu chín hoàn toàn trong nước nóng hoặc nước dùng gà với gừng. Các biến tấu khác làm cho chất lỏng nấu ăn với các thành phần bổ sung, chẳng hạn như phần trắng của hành lá, cilantro hoặc sao hồi. Khi nước bắt đầu sôi, nhiệt sẽ tắt, cho phép gà nấu ở nhiệt độ dư âm trong khoảng 30 phút. Da gà sẽ vẫn có màu sáng, gần như trắng và thịt sẽ khá mềm, ẩm, mọng nước và mịn. Các món ăn có thể được phục vụ trong đó thịt được nấu chín kỹ nhưng máu đỏ sẫm màu hồng được tiết ra từ xương. Thịt gà thường được để nguội trước khi cắt thành miếng. Thịt gà được phục vụ theo từng miếng, với da và xương, đôi khi được trang trí với rau mùi, tỏi tây và/hoặc một lát gừng. Nó thường đi kèm với một loại gia vị được làm bằng cách kết hợp gừng băm nhuyễn, tỏi băm nhuyễn, hành lá, muối và dầu nóng. 

## Kiểu Việt Nam

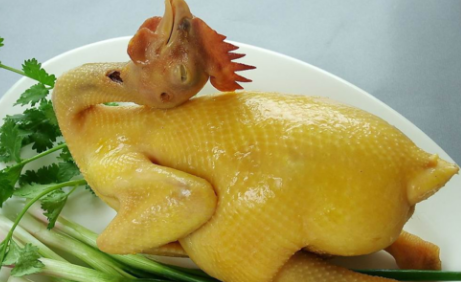
Gà luộc Việt Nam

Ở Việt Nam, món gà luộc là khá phổ biến nhất là trong những mâm cúng, cỗ bàn, và được ưa thích bởi giữ được cái vị ngọt của gà, món này rất thích hợp với các giống gà ta hoặc gà thả vườn vì thịt thơm ngon còn gà công nghiệp mà luộc thịt sẽ bị mềm bở, bị tơi và sáp, không được săn và ngon. Luộc một con gà ngon và nhanh nhất khoảng 20 phút (thường là là 30 phút), nhưng để gà luộc chín đều, da vàng óng phải mất khoảng 45-60 phút (để lửa nhỏ). Thông thường người ta luộc nguyên con rồi chặt ra bày biện vào dĩa, ăn với rau răm, hành lá, chấm muối tiêu chanh. Gà luộc ăn ngon hơn khi có nước chấm đậm đà hợp vị. Để thịt gà ăn ngọt hơn có thể cho thêm ít đường vào nước luộc gà.
Việc chế biến món gà luộc tuy đơn giản nhưng cũng cần phải có kinh nghiệm để canh sao cho gà chín mềm thơm ngon, da màu vàng bắt mắt, thịt không nát, không bở mà vẫn săn chắc, tạo dáng gà đẹp mắt. Gà luộc xong nhìn bên ngoài da vàng ruộm hấp dẫn, mùi thịt gà thơm lừng. Khi chặt gà thịt chắc không nát, khi ăn da giòn ngon thịt ngọt. Cho gà vào nồi ngay khi nước còn lạnh, như vậy thịt sẽ chín dần từ ngoài vào trong. Nếu để nước sôi mới cho vào, gà khó chín đều, da sẽ nứt. Nếu là gà đông lạnh, cần để rã đông hoàn toàn rồi mới luộc, nếu không phải luộc rất lâu và không biết khi nào thịt mới chín hẳn.
Nồi luộc không lên quá to vì thời gian luộc sẽ lâu hoặc quá nhỏ sẽ làm cho gà không chín đều. Khi luộc gà chú ý để bụng gà hướng xuống dưới và đổ nước vào nồi sao cho vừa ngập cả con gà là được, chọn nồi vừa phải không to và không nhỏ quá khi luộc. Khi nước trong nồi luộc gà đã sôi, lúc này nên vặn nhỏ lửa, vì nếu để sôi sùng sục, phần thịt ở đùi sẽ co tụt lên, ra thành phẩm sẽ rất xấu. Sau khi nước sôi được khoảng 5 phút, vặn nhỏ gas hết cỡ, để trong vòng 5 phút nữa rồi tắt và đậy vung kín chừng 20 phút.
Những sai sót khi làm món ăn này là việc đặt gà nằm ngửa khi bắt đầu luộc, khi đặt theo tư thế này, phần đùi gà hướng lên trên, không được ngập nước nên dễ bị sống bên trong. Nên đặt gà úp xuống dưới để phần đùi, lườn nhiều thịt nhanh chín hơn nhờ tiếp xúc với nhiệt nóng ở đáy nồi. Luộc gà với nước lạnh là cách hầu hết mọi người hay làm nhưng sẽ khiến gà kém ngon khi chất ngọt béo trong gà bị nhạt đi khi đun lâu, không nên luộc gà bằng nước đã đun sôi vì dễ khiến da gà nứt mà bên trong vẫn sống. Cách được khuyên dùng là đun nước nóng vừa (khi bắt đầu bốc hơi) tầm 50-60 độ rồi cho gà vào luộc. Cách này sẽ khiến da gà săn lại ngay, gà dậy mùi thơm, ăn ngọt thịt.
Muốn chắc chắn thịt gà không bị sống, đỏ bên trong, nhiều người đun cả nửa tiếng, thậm chí hơn. Điều này dễ khiến thịt gà nát, nhạt. Cách đúng là sau khi cho gà vào nước ấm, đun lửa vừa cho tới khi sôi rồi giảm lửa để sôi lăn tăn tầm 5 phút là lật gà cho chín đều. Lúc này nên hớt sạch bọt, cặn bẩn rồi đậy vung đun thêm vài phút cho sôi rồi tắt bếp, om tầm 5 phút. Tổng thời gian gà trong nồi chỉ khoảng 15 phút. Với gà già, bạn nên om lâu hơn.Đun lửa to liên tục dễ khiến da gà bị nứt, nước luộc gà cũng đục.
Có thể thử xem gà đã chín chưa bằng cách dùng đũa chọc vào gà, nếu đũa đâm xuyên dễ dàng, nước ứa ra không có màu hồng là đã chín. Kiểm tra gà đã chín không nên dùng đũa để xiên, bởi dùng đũa chọc vào sẽ làm rách tụt da như vậy gà sẽ rất xấu ăn không ngon mà nên dùng tăm xiên nhọn. Thịt gà săn chắc, da ăn giòn hơn thì khi vớt gà ra nên thả ngập vào nước đá lạnh khoảng 30 phút sau đó vớt ra để ráo, để gà luộc da vàng trông mọng, màu da vàng tươi tắn vì gặp lạnh đột ngột da và thịt gà săn lại khi chặt không bị nát và da ăn giòn ngon hơn. Đừng chặt thịt gà lúc còn nóng nếu không muốn miếng thịt nát, trông mất thẩm mỹ. Hãy luộc gà sớm một chút, đủ thời gian cho thịt nguội để da săn lại và dễ chặt thành miếng đẹp mắt, vừa miệng.